# 黑龙江省文物保护单位
黑龙江省文物保护单位，是由中华人民共和国黑龙江省文物局提出，经黑龙江省政府批准，上报国务院备案，正式对外公布并竖立标志的黑龙江省省级文物保护单位。至今，黑龙江省共公布了六批省级文物保护单位。
文化大革命前，黑龍江省人民委員會在1956年11月12日发布《关于公布第一批保护文物古迹名单的通知》，将宁安县渤海国上京龙泉府遗址（含兴隆寺、英灵寺等）、宁安县三灵村渤海三灵坟、宁安县三灵村清代大石桥、泰来县塔子城辽金古城遗址、泰来县英山村辽金古墓群、肇源县团结屯辽金古城遗址、阿城县金代白城遗址7处公布为省级保护文物。1957年4月，黑龍江省人民委員會发布《关于公布第二批保护文物古迹名单的通知》，将依兰县关岳庙、牡丹江市娘娘庙、哈尔滨市极乐寺、肇东县八里城、肇源县衍福寺双塔、阿城县石刻画像6处列为第二批保护文物。
文化大革命后，黑龙江省文管会在1980年将之前公布的13处省级文物保护单位保留9处，加上新选定的22处，上报省政府获批后，在1981年1月27日发布《关于公布黑龙江省省级文物保护单位名单的通知》，将此31处列为省级文物保护单位（其中含1处全国重点文物保护单位）。1983年，黑龙江省政府将3处日本侵华遗址划为省级文物保护单位。后来，这两次公布的34处文物古迹被称为黑龙江省重新公布的第一批文物保护单位。
- 第一批：1981年、1983年公布，共计31处[3]
- 第二批：1986年公布，共计54处[3]
- 第三批：1990年公布，共计32处[3]
- 第四批：1999年公布，共计64处[3]
  - 古遗址25处，古墓葬3处，古建筑3处，近现代重要史迹及代表性建筑33处。
- 第五批：2005年1月31日公布，共计53处[3]
  - 古遗址28处，古墓葬1处，近现代重要史迹及代表性建筑21处，合并项目1处，扩展项目2处
- 第六批：2014年11月28日公布，共计197处[4]
- 第七批：2024年2月2日公布，共计60处[5]

## 列表
此表列举了大兴安岭地区、各市、区、县的省级文物保护单位分布情况，后来成为全国重点文物保护单位的文物未包括在内。
索引：哈尔滨市、齐齐哈尔市、牡丹江市、佳木斯市、大庆市、鸡西市、双鸭山市	、伊春市、七台河市、鹤岗市、黑河市、绥化市、大兴安岭地区

### 哈尔滨市

#### 道里区
- 李兆麟将军墓（第五批-33）
- 鞑靼清真寺（第五批-35）

#### 南岗区
- 中共满洲省委机关旧址（1-1）
- 哈尔滨天主教堂
- 哈尔滨市苏军烈士纪念碑（第四批-59）
- 南岗村东北遗址（第六批-78）
- 中东铁路管理局旧址（第五批-30）
- 东省特别区行政长官公署旧址（第五批-32）
- 中东铁路总稽核官邸旧址（第六批-87）
- 中东铁路俱乐部旧址（第六批-88）
- 老巴夺父子烟草公司旧址（第七批-22）
- 哈尔滨中共北满分局旧址（第七批-23）

#### 香坊区
- 马忠骏墓地（遁园）（第四批-45）
- 哈尔滨烈士陵园（第四批-62）

#### 道外区
- 东北防疫管理处旧址（第四批-46）
- 东北抗日暨爱国自卫战争烈士纪念塔（第四批-61）
- 哈尔滨关道衙门旧址（第五批-31）

#### 平房区
- 平乐城址（第四批-23）
- 侵华日军第七三一部队教化街营外宿舍旧址（第六批-89）
- 侵华日军第七三一部队宿舍区旧址（第六批-90）

#### 松北区
- 太阳岛中东铁路高级职员度假区（第六批-91）
- 呼海铁路建筑群（第六批-92）

#### 阿城区
- 城子村遗址（第四批-22）
- 郊祭坛遗址（第六批-1）
- 孙家屯遗址（第六批-2）
- 三清墓地（第六批-79）
- 响水墓地（第六批-80）
- 阿城文庙（第六批-82）
- 中东铁路管理处旧址（第六批-97）
- 阿城机械制造糖厂建筑群旧址（第六批-98）
- 幺统领故居（第六批-99）
- 东城子遗址（第七批-1）
- 玉泉俄式滑雪建筑（第七批-24）

#### 巴彦县
- 王脖子山遗址群（第四批-5）
- 玉皇庙抗联活动旧址（第六批-101）

#### 依兰县
- 桥南遗址（第四批-8）
- 依兰清真寺（第四批-30）
- 慈云寺（第四批-48）
- 无风浪遗址（第六批-13）
- 涌泉南遗址（第六批-14）
- 永和遗址（第六批-15）
- 小团山城址（第六批-16）
- 卍字会旧址（第六批-102）
- 二龙山城址（第七批-2）

#### 呼兰区
- 团山子遗址（第四批-17）
- 方台穆昆城址（第四批-24）
- 呼兰天主教堂（第四批-38）
- 石公祠（第六批-93）
- 四望亭（第六批-94）
- 呼兰文庙（第六批-95）
- 呼兰清真寺（第六批-96）

#### 木兰县
- 蒙古尔山城址（第四批-18）
- 太平遗址（第六批-19）
- 木兰鸡冠山东北抗联密营遗址（第七批-25）

#### 方正县
- 黑河口城址（第四批-25）
- 中日友好园林（第四批-64）

#### 通河县
- 鹰窝抗联密营遗址（第四批-55）
- 凤山李兆麟将军密营地（第六批-104）
- 白石抗联密营遗址（第六批-105）
- 杨春烈士墓（第六批-106）

#### 宾县
- 永宁城址（第四批-21）
- 白石砬子城址（第六批-6）
- 卜家口子遗址（第六批-7）
- 老山头遗址（第六批-8）
- 韩城子城址（第六批-9）
- 红石城址（第六批-10）
- 咸家屯遗址（第六批-11）
- 城子山城址（第六批-12）

#### 延寿县
- 靠山东南遗址（第六批-17）
- 老道沟遗址（第六批-18）
- 东北人民革命军第三军被服厂遗址（第六批-103）

#### 五常市
- 蓝旗石牌坊（第四批-31）
- 沈家营子三号遗址（第六批-3）
- 白旗四队遗址（第六批-4）
- 半里城子城址（第六批-5）
- 拉林副都统衙门旧址（第六批-83）

#### 双城市
- 承旭门楼（第四批-32）
- 双城堡火车站候车室（第四批-34）

#### 尚志市
- 尚志烈士陵园暨尚志碑林（第五批-36）
- 普照寺旧址（第六批-100）

### 齐齐哈尔市
- 大乘寺
- 莽格吐遗址（第四批-2）
- 老龙头遗址（第四批-7）
- 黑龙江将军府旧址（第四批-29）
- 黑龙江督军署旧址（第四批-39）
- 黑龙江图书馆旧址（第四批-49）
- 西满革命烈士陵园（第四批-60）
- 蛇洞山遗址（第五批-1）
- 五教道德院（第五批-37）
- 红光二号遗址（第六批-20）
- 运建农场一号遗址（第六批-21）
- 洪河遗址（第六批-22）
- 罕伯岱城址（第六批-23）
- 哈拉古城（第六批-24）
- 望江楼（第六批-84）
- 藏书楼（第六批-85）
- 俄国领事馆旧址（第六批-107）
- 万善寺（第六批-108）
- 东北讲武堂黑龙江分校旧址（第六批-109）
- 圣弥勒尔教堂（第六批-110）
- 齐齐哈尔火车站（第六批-111）
- 伪满电报电话株式会社旧址（第六批-112）
- 马识途烈士遇难地（第六批-113）
- 侵华日军706社区碉堡旧址（第六批-114）
- 富拉尔基中东铁路建筑群（第六批-115）
- 中央建筑工程部直属公司旧址（第六批-116）
- 碾子山中东铁路建筑群（第六批-117）
- 碾子山文化宫（第六批-118）
- 中共齐齐哈尔市党团组织诞生地旧址（第七批-26）

#### 龙江县
- 景星缸窑遗址（第六批-25）
- 望海遗址（第六批-26）
- 良种场八屯遗址（第六批-27）
- 西山一屯遗址（第六批-28）
- 龙江站中东铁路建筑群（第六批-120）
- 鲁河站中东铁路建筑群（第六批-121）
- 龙江站中东铁路建筑（第六批-122）
- 黑岗站中东铁路建筑群（第六批-123）
- 老道站中东铁路建筑群（第六批-124）

#### 依安县
- 乌裕尔河桥南遗址（第五批-2）
- 太北五屯墓葬（第六批-81）
- 伪满亚麻厂旧址（第六批-125）

#### 泰来县
- 江桥抗战纪念地（第四批-50）
- 东明嘎遗址（第七批-3）

#### 讷河市
- 清河屯遗址（第四批-1）
- 郭贝勒乐家族墓地（第四批-28）
- 龙河城址（第五批-25）

#### 拜泉县
- 三道镇纪念宝塔（第六批-119）

### 牡丹江市

#### 阳明区
- 砬子沟烽火台（第六批-29）

#### 西安区
- 侵华日军老黑山工事遗址（第六批-126）

#### 穆棱市
- 粮台山城址（第五批-14）
- 沟里大地西南遗址（第六批-31）
- 马桥河站中东铁路3号建筑（第六批-129）
- 下城子站中东铁路候车室（第六批-130）
- 伊林站中东铁路候车室（第六批-131）
- 侵华日军下城子镇军官住宅群（第六批-132）
- 石城山城址（第七批-5）
- 悬羊砬子抗联密营址（第七批-30）

#### 东宁市
- 日本关东军第一国境守备队东宁要塞罪证遗址（第四批-51）
- 东宁劳工坟（第四批-53）
- 红石砬子城址（第五批-6）
- 太岭站中东铁路候车室（第六批-133）
- 细鳞河站中东铁路建筑（第六批-134）
- 绥阳站中东铁路候车室（第六批-135）
- 侵华日军万鹿沟军火库群（第六批-136）
- 侵华日军老城沟西北山仓库群（第六批-137）
- 五排屯东南抗联密营遗址（第六批-138）

#### 林口县
- 八女投江纪念地（第四批-56）
- 乌斯浑河城址（第五批-26）
- 侵华日军第731部队162支队遗址（第七批-31）
- 北山侵华日军军需仓库旧址（第七批-32）
- 北山侵华日军高位蓄水池旧址（第七批-33）

#### 宁安市
- 大石桥（1-5）
- 莺歌岭遗址（第四批-4）
- 西营城子城址（第四批-20）
- 望江楼（第四批-33）
- 江东边墙遗址（第五批-18）
- 重唇河城址（第五批-19）
- 岱王山城址（第六批-30）
- 宁安清真寺（第六批-86）
- 张闻天工作室旧址（第六批-127）
- 牛场桥址（第七批-4）

#### 海林市
- 圣母进堂教堂（第四批-37）
- 九公里城址（第五批-16）
- 宁古台遗址（第五批-17）
- 横道河子俄式建筑群（5处）（第五批-53，扩展项目）
- 横道河子机务段锅炉房旧址（第七批-27）
- 海林地区第一个党支部旧址（第七批-28）
- 杨子荣所在剿匪部队驻地旧址（第七批-29）

#### 绥芬河市
- 绥芬河东正教堂（第四批-41）
- 绥芬河俄国侨民学校旧址（第四批-42）
- 绥芬河俄国领事馆旧址（第四批-43）
- 绥芬河日本领事馆旧址（第四批-44）
- 欧罗巴旅馆旧址（第七批-34）

### 佳木斯市

#### 前进区
- 合江省委省政府旧址（第六批-139）

#### 向阳区
- 侵华日军飞行集团驻佳木斯司令部旧址（第七批-35）

#### 郊区
- 前董家子南城址（第六批-32）

#### 桦川县
- 希尔哈城址（第四批-19）
- 向阳堡城址（第六批-34）
- 振兴王中山城址（第六批-35）
- 振兴中央山城址（第六批-36）

#### 桦南县
- 三道沟遗址群(23处)（第五批-13）
- 土龙山暴动战迹地（第五批-41）
- 城子岭蚕山城址（第六批-33）

#### 富锦市
- 官银号旧址（第六批-140）
- 常隆基烈士纪念地（第六批-141）

#### 同江市
- 拉哈苏苏海关旧址（第四批-36）
- 勤得利城址（第五批-22）
- 图斯克城址（第五批-23）
- 拉哈苏苏海关结关房旧址（第六批-144）
- 双河村东一号遗址（第七批-6）
- 卫华村遗址（第七批-8）

#### 抚远市
- 东方红村西南遗址（第六批-75）
- 亮子村北城址（第六批-76）
- 双胜村西三号遗址（第六批-77）
- 南岗村东北遗址（第六批-78）
- 黑瞎子岛南遗址（第七批-7）

#### 汤原县
- 亮子河林场抗联六军遗址（第六批-142）
- 老等山抗联西征出发地遗址（第六批-143）

### 大庆市
- 大庆石油会战指挥部旧址（第五批-40）
- 喇嘛甸站中东铁路建筑（第六批-145）
- 大庆油田奠基井（第六批-146）
- 红旗村干打垒群（第六批-147）
- 大庆油田第一座地下水源（第六批-148）
- 九间遗址（第七批-9）
- 半山遗址（第七批-10）
- 沙家窑遗址（第七批-11）

#### 杜尔伯特蒙古族自治县
- 官地遗址（第四批-6）
- 哈拉海遗址（第五批-4）
- 好田格勒城址（第五批-21）
- 后新遗址（第六批-37）
- 六家子遗址（第六批-38）
- 沙田遗址（第六批-39）
- 东土城子城址（第六批-40）
- 前后代站中东铁路建筑（第六批-149）
- 泰康站中东铁路建筑（第六批-150）
- 烟筒屯中东铁路建筑群（第六批-151）
- 高家站中东铁路建筑（第六批-152）

#### 肇州县
- 翻身遗址（第六批-41）

#### 肇源县
- 衍福寺双塔（第一批-4）
- 小拉哈遗址（第五批-3）
- 金山遗址（第六批-42）
- 西山头遗址（第六批-43）
- 得胜大青山遗址（第六批-44）
- 鸭场大岗子遗址（第六批-45）
- 敖包山遗址（第六批-46）
- 仁和堡城址（第六批-47）
- 敖木台战役纪念地（第六批-153）
- 三站排水站（第六批-154）

### 鸡西市

#### 鸡冠区
- 侵华日军靰鞡草沟地下要塞（第六批-156）

#### 梨树区
- 梨树老矿办旧址（第六批-155）
- 梨树中东铁路职工宿舍旧址（第七批-36）
- 孙越崎旧居（第七批-37）

#### 虎林市
- 珍宝岛战迹地（第六批-159）

#### 密山市
- 大珠山城址（第七批-14）
- 东北民主联军航空学校东安机场遗址（第七批-38）
- 东北民主联军航空学校五道岗机场遗址（第八批-39）

#### 鸡东县
- 侵华日军向阳半截河要塞（第六批-158）

### 双鸭山市
- 大脑袋山遗址（第四批-10）
- 保安遗址（第四批-11）
- 仁合遗址群（第四批-12）
- 双鸭山矿务局旧址（第六批-160）

#### 宝山区
- 大叶沟城址（第六批-50）
- 石英矿北城址（第七批-12）

#### 友谊县
- 青峰东南山遗址（第四批-14）
- 兴隆山遗址群（第四批-15）

#### 宝清县
- 东北抗日联军十二烈士山（第四批-58）
- 四新遗址（第五批-10）
- 蛤蟆通河南城址（第五批-15）
- 大脑袋山遗址群（6处）（第五批-52，扩展项目）
- 大头山城址（第六批-59）
- 伪宝清县公署旧址（第六批-161）
- 蛤蟆通河北城址（第七批-13）

#### 集贤县
- 滚兔岭遗址（第四批-9）
- 七星砬子抗联密营遗址（第四批-54）
- 古城山遗址群(29处)（第五批-8）
- 索伦岗遗址群(28处)（第五批-9）

#### 饶河县
- 小南山遗址（第四批-3）
- 宝顶山遗址群（4处）（第五批-12）
- 渔丰南城址（第六批-51）
- 大板西北城址（第六批-52）
- 富丰村东城址（第六批-53）
- 富丰村东山城址（第六批-54）
- 三道岗村西北城址（第六批-55）
- 五道桥东北城址（第六批-56）
- 第八作业站南城址（第六批-57）
- 河南村南双峰城址（第六批-58）

### 伊春市
- 桦阳遗址（第六批-60）
- 友好纤维板厂生产车间（第六批-162）
- 胜利知识青年点建筑旧址（第六批-163）

#### 铁力市
- 桃山遗址（第六批-61）
- 小龙山遗址（第六批-62）
- 仁和城址（第六批-63）
- 青林神仙摞抗联三军密营遗址（第六批-164）

#### 嘉荫县
- 嘉荫龙骨山（1-2）

### 七台河市
- 神龙山遗址群（第六批-64）
- 横头山抗联密营（第六批-165）

#### 勃利县
- 宏图西山二号城址（第六批-65）
- 通天城址（第六批-66）
- 驼峰南城址（第六批-67）
- 侵华日军西山仓库遗址（第五批-42）
- 鸡冠砬子抗联密营（第六批-166）

### 鹤岗市
- 邵家店古城
- 侵华日军鹤岗硫磺厂旧址（第七批-40）

#### 东山区
- 东山“万人坑”遗址 （第一批）

#### 绥滨县
- 同仁遗址
- 东胜墓葬 （第四批-27）
- 北山城址（第五批-7）
- 二九O农场四十六队城址（第六批-68）

#### 萝北县
- 赵尚志将军遇难地（第四批-57）
- “九一八”刻石（第五批-39）
- 小泥河遗址（第六批-69）
- 同义祥货店旧址（第六批-167）
- 马德山殉难地（第六批-168）
- 共青农场北京庄旧址（第六批-169）

### 黑河市
- 振边酒厂（第五批-43）
- 元茂昌商号旧址（第六批-170）
- 通济当铺旧址（第六批-171）
- 瑷珲海关旧址（第六批-172）
- 侵华日军黑河要塞（第六批-173）
- 黑河人民自治军司令部旧址（第六批-174）

#### 孙吴县
- 日本关东军第五国境守备队胜山要塞罪证遗址（第四批-52）
- 四方城城址（第五批-20）
- 侵华日军后勤军事设施遗址（第六批-176）
- 侵华日军毛兰屯野战阵地工事（第六批-177）
- 侵华日军军人会馆旧址（第七批-57）
- 伪满清溪车站警护队驻地旧址（第七批-58）
- 伪满发电厂旧址（第七批-59）

#### 逊克县
- 鄂伦春神泉祭坛遗址（第五批-46）
- 黎明遗址（第六批-70）
- 西石砬子城址（第六批-71）
- 侵华日军西双河军事设施遗址（第六批-175）

#### 嫩江市
- 伊拉哈城址（第五批-24）
- 墨尔根城水师营遗址（第五批-28）
- 崔氏家族墓地（第五批-29）
- 侵华日军永胜机场旧址（第六批-181）
- 西孟侵华日军飞机堡群（第七批-56）

#### 北安市
- 曷苏昆山谋克故城（第五批-27）
- 黑龙江日报社旧址（第六批-179）
- 庆华工具厂旧址（第六批-180）
- 庆华文化宫旧址（第七批-52）
- 东北抗日联军第三军冰趟子战迹地（第七批-53）
- 东北抗日联军第三路军白皮营指挥中心遗址（第七批-54）

#### 五大连池市
- 朝阳山抗联密营遗址（第五批-45）
- 七英雄纪念陵园（第七批-55）

### 绥化市

#### 安达市
- 安达站中东铁路建筑（第六批-185）
- 松基一井（第六批-186）
- 安达中东铁路建筑-火车站行包托运处（第七批-41）
- 安达中东铁路建筑-铁路街9号建筑（第七批-42）
- 安达中东铁路建筑-铁路街10号建筑（第七批-43）
- 安达中东铁路建筑-铁路街11号建筑（第七批-44）
- 安达中东铁路建筑-铁路街12号建筑（第七批-45）
- 安达中东铁路建筑-铁路街13号建筑（第七批-46）
- 安达中东铁路建筑-铁路街14号建筑（第七批-47）
- 安达中东铁路建筑-铁路街15号建筑（第七批-48）
- 安达中东铁路建筑-铁路街16号建筑（第七批-49）
- 安达中东铁路建筑-铁路街44号建筑（第七批-50）

#### 肇东县
- 肇东站中东铁路建筑群（第六批-182）
- 五里木站中东铁路建筑（第六批-183）
- 里木店站中东铁路建筑（第六批-184）

#### 望奎县
- 戚家围子墓群（第四批-26）
- 望奎烈士陵园（第五批-47）
- 刘芝遗址（第六批-72）
- 前贾家遗址（第六批-73）

#### 明水县
- 对面城遗址（第六批-74）

#### 绥棱县
- 老金沟抗联密营遗址（第五批-48）
- 大仙堂抗联遗址（第七批-51）

#### 海伦市
- 杨家店遗址（第四批-16）

### 大兴安岭地区

#### 呼中区
- 碧水北山洞穴遗址（第七批-15）

#### 松岭区
- 劲松岩画（第七批-21）
- 库楚河战迹地（第七批-60）

#### 加格达奇区
- 铁道兵开发大兴安岭纪念碑（第五批-49）

#### 漠河市
- 李金镛祠堂（第五批-50）